# نولان هوفمان
نولان هوفمان (بالإنجليزية: Nolan Hoffman) هو دراج جنوب أفريقي، ولد في 23 أبريل 1985 في Franschhoek ‏ في جنوب أفريقيا.

## وصلات خارجية
- نولان هوفمان على موقع الاتحاد الدولي للدراجات (الإنجليزية)
- نولان هوفمان على موقع أرشيف الدراجات (الإنجليزية)
- نولان هوفمان على موقع إحصائيات الدراجات الإحترافية (الإنجليزية)
- نولان هوفمان على موقع نسبة الدراجات (الإنجليزية)